# Тайлер, Би Джей
Брэндон Джоэль Тайлер (англ. Brandon Joel Tyler; род. 30 апреля 1971, Галвестон, Техас) — американский баскетболист, игравший на позиции разыгрывающий защитник. Он играл за команду «Филадельфия Севенти Сиксерс» из Национальной баскетбольной ассоциации (НБА).

## Карьера в колледже
Тайлер учился на первом курсе в Университете Де Поля, а затем в Техасском университете в Остине на последних трёх курсах.

## Карьера в НБА
Во первом раунде драфта НБА 1994 года (20-й выбор в общем зачете) Тайлер был выбран командой «Филадельфия Севенти Сиксерс». В сезоне 1994/1995 он сыграл за команду 55 матчей, набирая в среднем 3,5 очка и 3,2 передачи за игру.
Перед сезоном НБА 1995/96 Тайлер был выбран командой «Торонто Рэпторс» на драфте расширения 1995 года. Согласно книге журналиста Криса Янга «Драйв», Тайлер случайно уснул с пакетом льда на лодыжке, что привело к серьёзному повреждению нерва. Лишенный скорости, на которой основывалась его игра, он впоследствии был вынужден завершить карьеру.

## Статистика

### Статистика в НБА
| Сезон                                                                                    | Команда     | Регулярный сезон | Регулярный сезон | Регулярный сезон | Регулярный сезон | Регулярный сезон | Регулярный сезон | Регулярный сезон | Регулярный сезон | Регулярный сезон | Регулярный сезон | Регулярный сезон | Серия плей-офф | Серия плей-офф | Серия плей-офф | Серия плей-офф | Серия плей-офф | Серия плей-офф | Серия плей-офф | Серия плей-офф | Серия плей-офф | Серия плей-офф | Серия плей-офф |
| Сезон                                                                                    | Команда     | GP               | GS               | MPG              | FG%              | 3P%              | FT%              | RPG              | APG              | SPG              | BPG              | PPG              | GP             | GS             | MPG            | FG%            | 3P%            | FT%            | RPG            | APG            | SPG            | BPG            | PPG            |
| ---------------------------------------------------------------------------------------- | ----------- | ---------------- | ---------------- | ---------------- | ---------------- | ---------------- | ---------------- | ---------------- | ---------------- | ---------------- | ---------------- | ---------------- | -------------- | -------------- | -------------- | -------------- | -------------- | -------------- | -------------- | -------------- | -------------- | -------------- | -------------- |
| 1994/95                                                                                  | Филадельфия | 55               | 8                | 14,7             | 38,1             | 31,4             | 70,0             | 1,1              | 3,2              | 0,7              | 0,0              | 3,5              | Не участвовал  | Не участвовал  | Не участвовал  | Не участвовал  | Не участвовал  | Не участвовал  | Не участвовал  | Не участвовал  | Не участвовал  | Не участвовал  | Не участвовал  |
|                                                                                          | Всего       | 55               | 8                | 14,7             | 38,1             | 31,4             | 70,0             | 1,1              | 3,2              | 0,7              | 0,0              | 3,5              | Не участвовал  | Не участвовал  | Не участвовал  | Не участвовал  | Не участвовал  | Не участвовал  | Не участвовал  | Не участвовал  | Не участвовал  | Не участвовал  | Не участвовал  |
| Наведите курсор мыши на аббревиатуры в заголовке таблицы, чтобы прочесть их расшифровку. |             |                  |                  |                  |                  |                  |                  |                  |                  |                  |                  |                  |                |                |                |                |                |                |                |                |                |                |                |